# República Partisana de Carnia
La República Partisana de Carnia o República Libre de Carnia era una entidad políticamente autónoma constituida por los partisanos italianos durante la Segunda Guerra Mundial en 1944.

## Historia
La República cobró vida el 1 de agosto de 1944 y fue precedida por la convocatoria de los representantes de cada municipio de Carnia que, a su regreso a sus municipios, procedieron a establecer los Comités municipales de Liberación Nacional. El 11 de agosto, los tres comités del valle (Alto Tagliamento, Degano y But), que habían participado en el establecimiento de la Zona Libre, dieron a luz al Carnian CLN. La República dejó de existir el 8 de octubre del mismo año debido a la contraofensiva llevada a cabo por los alemanes con la ayuda de las tropas fascistas de la Milicia de Defensa Territorial y los cosacos con la Operación Atamán. 
Unas semanas más tarde siguió el nacimiento de la República Partisana de Osola y, a pesar de haber tenido una vida muy corta, fue la zona franca más grande de todo el norte de Italia. De hecho, se extendió por 2,580 km², incluyó hasta 40 municipios y tuvo más de 80,000 habitantes; La ciudad de Ampezzo, en el valle de Tagliamento, fue elegida como la capital. 
Entre los principales exponentes de esa experiencia se encuentran Mario Lizzero "Andrea", comisionado de las Brigadas Garibaldi, Don Aldo Moretti "Lino", miembro del Osoppo y los demócratas cristianos, Gino Beltrame "Emilio", del PCI, Nino Del Bianco "Celestino”, Del Partito d'Azione, Manlio Gardi, del PLI y exponentes locales, como los socialistas Giovanni Cleva y Dino Candotti, Luigi Nigris del DC, Umberto Passudetti del PLI, Romano Marchetti" Da Monte "del Ossoppo. 

### Los municipios
| Comuna              | Provincia actual | Habitantes (en 31/12/1943) |
| ------------------- | ---------------- | -------------------------- |
| Ampezzo             | UD               | 2494                       |
| Andreis             | PN               | 1090                       |
| Arta Terme          | UD               | 4455                       |
| Barcis              | PN               | 1092                       |
| Bordon              | UD               | 1467                       |
| Cavazzo Carnico     | UD               | 1658                       |
| Cercivento          | UD               | 1227                       |
| Cimolais            | PN               | 1078                       |
| Claut               | PN               | 2222                       |
| Clauzetto           | PN               | 1775                       |
| Comeglians          | UD               | 1814                       |
| Enemonzo            | UD               | 2456                       |
| Erto y Casso        | PN               | 2048                       |
| Forgaria nel Friuli | UD               | 3107                       |
| Forni Avoltri       | UD               | 1664                       |
| Forni di Sopra      | UD               | 2027                       |
| Forni di Sotto      | UD               | 1533                       |
| Frisanco            | PN               | 1704                       |
| Lauco               | UD               | 2651                       |
| Ligosullo           | UD               | 447                        |
| Lorenzago di Cadore | BL               | 854                        |
| Meduno              | PN               | 2698                       |
| Ovaro               | UD               | 3969                       |
| Paluzza             | UD               | 4067                       |
| Paularo             | UD               | 4140                       |
| Prato Carnico       | UD               | 2519                       |
| Ravascletto         | UD               | 1582                       |
| Raveo               | UD               | 774                        |
| Rigolato            | UD               | 2161                       |
| Sauris              | UD               | 896                        |
| Sappada             | UD               | 1325                       |
| Socchieve           | UD               | 2392                       |
| Sutrio              | UD               | 1716                       |
| Tramonti di Sopra   | PN               | 1838                       |
| Tramonti di Sotto   | PN               | 2223                       |
| Trasaghis           | UD               | 3909                       |
| Treppo Carnico      | UD               | 1456                       |
| Verzegnis           | UD               | 1825                       |
| Villa Santina       | UD               | 1889                       |
| Vito d'Asio         | PN               | 3047                       |

Otros lugares estuvieron solo parcialmente involucrados, siendo sometidos a un fuerte control por las fuerzas de ocupación: Amaro, Castelnovo del Friuli, Cavasso Nuovo, Moggio Udinese, Pinzano al Tagliamento, Tolmezzo, Travesio, Montereale Valcellina. 